# Oprema u zračnoj luci
Oprema u zračnoj luci (eng. Ground Support Equipment) je oprema koja služi za opsluživanje zrakoplova na zemlji.

## Podmetači
Podmetači služe za osiguranje zrakoplova parkiranog na platformi. Prilikom probe motora sprječavaju kretanje zrakoplova zbog djelovanja njegove potisne sile. Osiguravanje zrakoplova vrši se postavljanjem podmetača ispred i iza kotača stajnog trapa. U pravilu podmetači se stavljaju pod nosni kotač ako je to izvodivo radi konstrukcije zrakoplova, ili kompanijski propisi to drukčije ne propisuju. Kod zrakoplova s dva kotača na nosnoj nozi podmetač mora zahvatiti oba kotača ili se pod svaki kotač postavlja drugi podmetač. Mogu biti drveni ili od tvrde gume.

## Zemaljski agregati (GPU)
Agregati su zemaljski izvor el. energije za napajanje zrakoplova na zemlji. Kada zrakoplov nema svoj pomoćni motor –APU (eng.Auxiliary Pover Unit) ili je taj izvor u kvaru, neophodan je zemaljski izvor napajanja- GPU (eng.Ground Power Unit) tj. agregat. Na zrakoplovima se koriste sljedeće vrste: električna energija od 28V istosmjerne struje i 200V 400 Hz izmjenične struje. Električna energija prenosi se od generatora do priključka na zrakoplovu kablom na čijem je kraju standardizirana priključna utičnica. Za svaki napon struje utičnica je različitog oblika kako ne bi moglo doći do zamijene. Agregati mogu biti samohodni i vučni.

### Samohodni agregati
Samohodni agregati su agregati koji imaju ugrađen vlastiti pogon. Mogu biti s jednim motorom koji se koristi i za prijevoz agregata i za pogon generatora ili s dva motora, jednim pogonskim dok je drugi generator koji pretvara kretanje (kinetičku energiju) u električnu energiju.

### Vučni agregati
Vučni agregati su generatori ugrađeni na podvozja i potrebno je posebno vučno sredstvo za prijevoz do zrakoplova i obrnuto. Prednost im je manja cijena u odnosu na samohodne agregate i lakše održavanje. Vučno sredstvo kojim se prevoze može se koristiti u druge svrhe kada se ne vuče agregat. Loša strana im je teže privoženje manjim elisnim zrakoplovima, parkiranje (vožnja u nazad) i vožnja po snijegu i ledu.

## Putničke stube
Putničke stube omogućavaju siguran silazak i ulazak posade, osoblja i putnika u avion. Stube se privoze tek kada se ugase svi motori, svjetlosni signali (engl. "anti-colision light") a podmetači su postavljeni na svoja mjesta. Za stube je poželjna što manja minimalna i što veća maksimalna visina kako bi se s istim stubama moglo opsluživati što više tipova aviona. Stube nepromjenjive visine koriste se uglavnom kao servisne.

## Transportne trake
Transportne trake su vozila s pokretnom trakom i služe za sigurniji, lakši i brži istovar i utovar tereta. Traka se privozi na otvoreni prtljažni prostor zrakoplova. Most s pokretnom trakom promjenjive je visine. Prednja strana može se dići i preko 5 m. Minimalna širina trake je 0,60 m. Visina zadnjeg dijela mosta može se također podešavati od 0,6 do 2,5 m. Kao dodatno osiguranje, most trake na svom prednjem kraju ima zaštitne gume ili kotače manjeg promjera. Vrh trake se smije uvući kroz vrata prtljažnog prostora ali samo onaj dio koji je zaštićen gumom kako ne bi došlo do oštećenja poda prtljažnog prostora. 

## Traktori i kolica
Traktori na zračnoj luci imaju višestruku namjenu i predstavljaju osnovni dio opreme. Koriste se za vuču kolica, vučnih stepenica i vučnih agregata. S njima je moguće vući i manji zrakoplov.

### Kolica za prtljagu
Kolica za prtljagu služe za prijevoz prtljage, pošte i robe sa zrakoplova ili na zrakoplov. Kolica moraju biti opremljena s kočnim sustavom koji blokira kotače kada je ruda kolica na tlu. Tako se sprečava nekontrolirano pokretanje kolica zbog jakog vjetra ili udara ispušnog mlaza zrakoplovnog motora. Kolica također moraju imati ceradu ili plastičnu nadogradnju koja se koristi za zaštitu tereta od vremenskih neprilika.

### Kolica za kontejnere i palete
Kolica za kontejnere i palete koriste se za prijevoz tereta smještenog u kontejnere i na palete. Obje vrste kolica imaju ugrađene valjke ili kugle na prostoru za prihvat kontejnera ili palete za njihovo lakše pomicanje.
Kontejneri ili palete na kolicima moraju se obavezno osigurati s ugrađenim osiguračima. Mehanička kočnica, ovisno o konstrukciji, blokira kotače kada je ruda kolica dignuta u zrak ili se nalazi na tlu. Kolica za kontejnere imaju okretnu platformu kako bi se kontejneri mogli okrenuti u smjeru utovara u zrakoplov. Na svim kolicima dijelovi kao što su kočnice za blokiranje kotača, kotači, ruda, kuka za priključivanje, osigurači okretne platforme i osigurači za blokiranje kontejnera ili palete moraju biti ispravni ili se s kolicima ne smije ništa prevoziti.

## Utovarivač širokotrupnih zrakoplova
Utovarivač širokotrupnih zrakoplova (cargo-platforma) koriste se za istovar i utovar tereta koji se nalazi u kontejnerima ili na paleti. Utovarivač ima dvije platforme koje se neovisno dižu ili spuštaju. Kontejneri ili palete se na utovarivaču pokreće pomoću ugrađenih valjaka ili kotača te se preko platformi s kolica prenose u zrakoplov. 

### Transporter
Transporteri su cargo platforme konstruirane tako da se s njima osim istovara i utovara smije prevoziti teret. Ovisno o tipu i nosivosti mogu se prevoziti kontejneri ili na većim transporterima palete i kontejneri. Upotrebom transportera smanjuje se broj opreme kod zrakoplova jer su kolica za kontejnere i/ili palete nepotrebna i ubrzava se istovar i utovar.

## Autobusi
Autobusi zračne luke namijenjeni su za prijevoz putnika od putničke zgrade do zrakoplova i obrnuto. Dimenzije autobusa prelaze gabarite cestovnih vozila kako bi se u što kraćem roku moglo prevesti što više putnika. Građeni su na niskom podvozju tako da od poda autobusa do tla nema više od jedne prosječne stube. Noviji autobusi imaju osim vrata sa strane, široka vrata na prednjoj i stražnjoj strani vozila. Svaki autobus mora biti opremljen uređajima za obavještavanje putnika (razglas) i radiostanicom za vezu s operativnim centrom radi usmjeravanja autobusa na pojedine linije. 

## Traktori za izguravanje/vuču zrakoplova
Traktori za izguravanje/vuču zrakoplova su specijalno konstruirana vozila za izguravanje i vuču zrakoplova. Koriste se za:
- izguravanje zrakoplova s pozicija s kojih zrakoplovi ne smiju izlaziti snagom vlastitih motora. (engl."Taxi in/push out", pozicije s aviomostovima i sl.),
- za vuču zrakoplova od platforme u hangar i obrnuto,
- za vuču zrakoplova od platforme do izlaska na uzletno sletnu stazu,
- za sklanjanje zrakoplova u slučaju kvara na zrakoplovu ili nekom sredstvu za opsluživanje,
- u slučajevima hitne potrebe (engl. Emergency).

Traktori se mogu podijeliti prema veličini na:
- male traktore teške 3000 kg – 12 000kg s vučnom snagom na osovini do 60kN za vuču manjih zrakoplova kao što su DC9, B737, A319, A320...,
- srednje traktore teške 12000kg – 26000 kg s vučnom snagom na osovini do 180kN za vuču zrakoplovi tipa A300, A310 ...,
- velike traktore teške 43000kg – 50000 kg s vučnom snagom na osovini do 380kN za vuču širokotrupnih zrakoplova kao što su DC10, B747, B777...,

### Rude za izguravanje/vuču zrakoplova
Rude za vuču služe za vezu između traktora i zrakoplova.  Ruda s jedne strane ima priključak za traktor a na drugoj adapter za spajanje na nosnu nogu zrakoplova. Svaki tip zrakoplova ima različiti priključak što zahtjeva i različite adaptere. U pravilu, što je zrakoplov teži ruda mora biti kraća i deblja.

### Adapter
Adapter je posebna naprava koja se montira na rudu za vuču i služi za spajanje rude na zrakoplov. S time je postignuto da se s promjenom adaptera s istom rudom mogu gurati različiti tipovi zrakoplova. Adapter se na rudu spaja posebno izrađenim pinovima koji pri određenom opterećenju pucaju i tako sprječavaju oštećenja stajnog trapa. Na adapteru su još ugrađeni posebni pinovi koji pucaju pri preopterećenju u stranu s čime se izbjegava naglo okretanje nosne noge ili prelazak preko dozvoljenog kuta zaokreta. Upotrebljavati se mogu samo pinovi određene čvrstoće kako bi na zadanom opterećenju pukli i s time spriječili oštećenja nosne noge.

### Traktori za izguravanje/vuču zrakoplova bez rude
Ti traktori navlače nosnu nogu na vlastitu okretnu platformu, blokiraju kotače te se u tom položaju vrši vuča i guranje zrakoplova. Sigurnost vuče i guranja ovim traktorom je neusporedivo veća. Kotači stoje blokirani na okretnoj platformi i nisu izloženi trošenju guma zbog okretanja na malom prostoru. Izbjegnuto je priključivanje teških traktora na rudu kada je i najmanja neopreznost mogla dovesti do udara u nosnu nogu i njenog oštećenja.

## Zračni starter
Zračni starter je uređaj s ugrađenom plinskom turbinom koji prilikom starta zrakoplovnog motora daje potrebnu količinu zraka za pokretanje mlaznog motora. Prilikom pokretanja motora, dok kompresor ne može isporučiti potrebnu količinu zraka za njegov rad, zrak daje zemaljski uređaj. Zračni starter proizvodi veliku količinu zraka pod pritiskom od 3,5 bara (50 PSI) i upuhuje ga preko crijeva priključenog na zrakoplov.

## Vozilo za pitku vodu
Vozilo za pitku vodu je specijalno vozilo uz pomoć kojeg se nadopunjuje pitka voda u zrakoplov. Na vozilu je ugrađen spremnik od nehrđajučeg materijala iz kojega se preko instalacije i pumpe voda puni u zrakoplov. Vozilo, mjesto punjenja vode u vozilo i voda pod redovnim su sanitarnim nadzorom.

## Vozilo za čišćenje toaleta
Vozilo za čišćenje toaleta je specijalno vozilo uz pomoć kojeg se ispuštaju fekalije iz toaleta zrakoplova i nadopunjuje toaletna voda u zrakoplov. Toaleti zrakoplova prazne se preko instalacije i priključka na zrakoplovu te preko crijeva vozila u njegov spremnik. Pomoću instalacije i pumpe vozila toaletna voda se puni u zrakoplov. Toaletna voda je unaprijed pripremljena mješavina vode i dezinfekcijskog sredstva.